# Węgajty
Węgajty (dawniej niem. Wengaithen) – wieś na Warmii w Polsce położona w województwie warmińsko-mazurskim, w powiecie olsztyńskim, w gminie Jonkowo. W latach 1975–1998 miejscowość administracyjnie należała do województwa olsztyńskiego.
Węgajty są znane z odbywającego się co roku festiwalu Wioska Teatralna, organizowanego przez Teatr Wiejski Węgajty (teatr ten powstał w 1986 r.).

## Historia
Wieś lokowana w dniu 30 lipca 1355 r., sołtys otrzymał 4 włóki (łany) wolne oraz 40 włók na założenie wsi czynszowej na prawie chełmińskim. Ponadto sołtys otrzymał jedna trzecia dochodów z karczmy. Po śmierci sołtysa jego dochód z karczmy miał przejść na uposażenie nabożeństw w katedrze.  Wieś ponownie lokowana w 1366 r. na 30 łanach, kiedy to kapituła warmińska wystawiła w Braniewie przywilej dla Prusa Wiscanta na założenie wsi o nazwie Hoenberg. Proponowana nazwa nie przyjęła się. 